# Václav Šrámek
Václav Šrámek (21. listopadu 1877 Třebechovice pod Orebem – 15. listopadu 1965 Třebechovice pod Orebem), byl český, malíř, kreslíř a ilustrátor.

## Život
Narodil se v Třebechovicích 21. listopadu 1877 v rodině sedláře Václava Šrámka. Po obecné škole se vyučil hrnčířem u třebechovického mistra Františka Eliáška. Po vyučení pracoval v různých dílnách a v roce 1898 se vrátil domů. V roce 1904 navštěvoval Akademii výtvarných umění v Praze. Školil se u profesorů Rudolfa Ottenfelda a Hanuše Schwaigra. Jelikož však neměl ukončené středoškolské vzdělání, nebyl k řádnému studiu nakonec přijat. Vrátil se do Třebechovic a dál pokračoval v malování jako samouk. Krátce vyučoval kreslení na místní měšťanské škole. V roce 1915 musel narukovat do 1.světové války. Po skončení války zůstal až do roku 1922 na Slovensku v Bratislavě, kde se začal intenzivněji věnovat malování. Roku 1922 se vrátil domů do Třebechovic, kde mimo jiné v letech 1944-1952 pracoval v třebechovickém muzeu jako kurátor sbírek a později jako archivář. Václav Šrámek v listopadu roku 1965 v Třebechovicích zemřel.
Kreslil ilustrace pro časopisy "Epocha" a "Královéhradecké revue", ztvárnil přes 300 kreseb staročeských staveb z východních Čech pro Muzeum v Hradci Králové. V roce 1920 vystavoval v královéhradeckém muzeu velkou kolekci obrazů a v květnu téhož roku se podílel na výstavě „Slovenského Máje“ v Bratislavě. V roce 1931 vystavoval v Umělecko-průmyslovém muzeu v Chrudimi a další menší výstavy měl např. v Hořicích v Podkrkonoší a další dvě v Třebechovicích.